# Хёф-Пребах
Хёф-Пребах (нем. Höf-Präbach) — коммуна в Австрии, в федеральной земле Штирия.
Входит в состав округа Грац.  Население составляет 1407 человек (на 31 декабря 2005 года). Занимает площадь 10,61 км². Официальный код  —  60621.

## Политическая ситуация
Бургомистр коммуны — Антон Крен (АНП) по результатам выборов 2005 года.
Совет представителей коммуны (нем. Gemeinderat) состоит из 15 мест.
- АНП занимает 10 мест.
- СДПА занимает 5 мест.